# Сервель, Патрис
Патрис Сервель (фр. Patrice Servelle, 20 июля 1974, Монте-Карло) — монакский бобслеист, пилот, выступающий за сборную Монако с 1994 года. Участник четырёх зимних Олимпийских игр, единственный представитель своей страны, сумевший завоевать медаль на Кубке мира.

## Биография
Патрис Сервель родился 20 июля 1974 года в городе Монте-Карло. Начал карьеру профессионального бобслеиста в 1994 году как разгоняющий в четвёрке Альбера Гримальди, тогдашнего престолонаследника княжества, но впоследствии всё больше стал склоняться к пилотированию. В 2002 году удостоился права защищать честь страны на Олимпийских играх в Солт-Лейк-Сити, ездил туда вместе с легкоатлетом Себастьяном Гаттузо, но выступил крайне неудачно, разделив двадцать второе место со сборной Великобритании в двойках и приехав двадцать восьмым в четвёрках. В 2004 году неожиданно успешно выступил в программе двухместных экипажей на чемпионате мира в немецком Кёнигсзее, заняв четвёртое место — до сих пор этот результат остаётся лучшим для монакских спортсменов на мировых первенствах.
Сервель был участником Олимпиады 2006 года в Турине, где финишировал значительно лучше первого раза, заняв двенадцатое место в двойках. После окончания спортивной карьеры Альбера II окончательно перешёл в пилоты, став основным бобслеистом команды. В последующие годы активно соревновался на главных международных первенствах, практически всегда попадал в десятку общего зачёта Кубка мира, но в борьбе за медали обычно проигрывал. На Олимпийских играх 2010 года в Ванкувере приехал в двойках девятнадцатым.
Весьма успешным для него получился сезон 2010/11, когда его разгоняющим стал натурализованный ямайский канадец Лассель Браун. В декабре на этапе Кубка мира в Калгари они показали одинаковое время с немцами Мануэлем Махатой и Андреасом Бредау, разделив с ними серебряные медали, которые остаются единственными у Монако на этих соревнованиях. В 2014 году побывал на Олимпийских играх в Сочи, где финишировал двадцать первым в программе мужских двухместных экипажей.